# Najwyższa Rada Islamska w Iraku
Najwyższa Rada Islamska w Iraku, (skr. NRI, pot. pol. Szyici, arab. ‏المجلس الأعلى الإسلامي العراقي / Al-Majlis Al-A'ala Al-Islami Al-'Iraqi‎, 1982–2006: Najwyższa Rada Rewolucji Islamskiej w Iraku a. Najwyższa Rada Rewolucji Muzułmańskiej w Iraku, Najwyższe Zgromadzenie Rewolucji Islamskiej w Iraku, arab. ‏المجلس الأعلى الإسلامي العراقي‎) – iracka partia polityczna o ideologii islamsko–szyickiej i –demokratycznej ze swoistym programem gospodarczym zw. sistanizmem, opartym na decentralizacji i solidaryzmie społecznym. Powstała w 80. XX w. w Iranie w środowisku irackiej emigracji politycznej skupionej wokół Muhammada Bakir al-Hakima. Pierwotnie była organizacją fundamentalistyczną; pod wpływem II wojny w Zatoce Perskiej zmieniła kurs na bardziej umiarkowany konserwatyzm. 

## Historia

### Za rządów Saddama Husajna
Organizacja została utworzona w 1982 w Teheranie przez szyickich duchownych z An-Nadżafu, którzy opuścili Irak w obawie przed represjami ze strony rządu Saddama Husajna. Na jej czele stał od momentu powstania Muhammad Bakir al-Hakim. Organizacja została utworzona pod auspicjami irańskiego rządu i miała być koalicją mniejszych formacji, w praktyce jednak szybko zaczęła działać jak zwykła partia polityczna. Pod wpływem irańskim al-Hakim zaczął skłaniać się ku systemowi władzy nadzorowanej przez autorytet religijny (welajat-e faghih). Spowodowało to izolację organizacji od pozostałych emigracyjnych opozycyjnych irackich formacji szyickich, w tym najsilniejszej, Zewu Islamu; były one niechętne zarówno takiej formie sprawowania władzy, jak i zbytniemu uzależnianiu się od Iranu.
W 1991 Rada skierowała podległą sobie formację zbrojną, brygadę Badr, na pomoc powstaniu szyitów irackich. Wystąpienie to zakończyło się jednak klęską. Na początku XXI w. organizacja wycofała się z głoszonego wcześniej poparcia dla systemu władzy wzorowanego na irańskim. Lider organizacji Muhammad Bakir al-Hakim zadeklarował, że Irak powinien być krajem demokratycznym i wielowyznaniowym.

### Po 2003

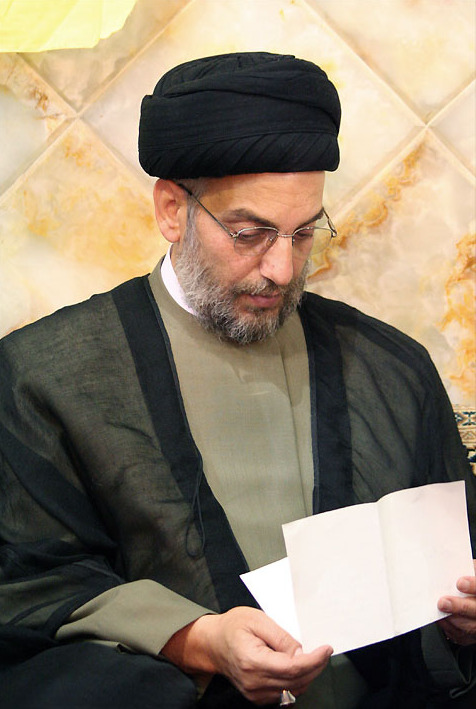
Abd al-Aziz al-Hakim kierował organizacją od 2003 do śmierci w 2009

Muhammad Bakir al-Hakim wrócił do Iraku w maju 2003, po obaleniu rządów Saddama Husajna wskutek amerykańskiej interwencji, którą partia popierała. Al-Hakim udzielił warunkowego poparcia ustanowionej przez Amerykanów Tymczasowej Radzie Zarządzającej Iraku; organizacja wprowadziła do niej swoich przedstawicieli i była jedną z sześciu dominujących formacji (wszystkie wywodziły się z irackiej emigracji). W sierpniu 2003 zginął w zamachu bombowym w An-Nadżafie. Kierownictwo w organizacji przejął po nim brat, Abd al-Aziz al-Hakim. Abd al-Aziz al-Hakim w imieniu partii brał udział w opracowywaniu projektu nowej konstytucji Iraku.
W wyborach parlamentarnych w Iraku w styczniu 2005 partia startowała jako część szyickiej koalicji - Zjednoczonego Sojuszu Irackiego, który odniósł sukces, uzyskując 48,2% głosów (140 mandatów w 328-osobowej Izbie Reprezentantów). Podobnie w wyborach parlamentarnych w grudniu 2005 Zjednoczony Sojusz Iracki, z udziałem Rady, zwyciężył z wynikiem 41,2% (128 mandatów). W nowo utworzonym rządzie Nuriego al-Malikiego ministrem spraw wewnętrznych został działacz Rady Bakir Dżabr az-Zubajdi. Za jego przyzwoleniem szyickie organizacje militarne dokonały szeregu zabójstw byłych działaczy partii Baas oraz niezwiązanych z nią sunnitów bagdadzkich. 
Cztery lata później, w wyborach samorządowych w 2009, Najwyższa Rada Islamska wystawiła odrębną listę i wystartowała pod hasłami religijnymi. Uzyskała jednak znacznie niższe poparcie niż do tej pory. W 2009 zmarł Abd al-Aziz al-Hakim. Nowym liderem partii został jego syn Ammar.
W wyborach parlamentarnych w Iraku w 2010 ponownie startowała w ramach koalicji Zjednoczony Sojusz Iracki, który zajął trzecią pozycję z wynikiem 18,2% głosów (70 mandatów). Po wyborach Zjednoczony Sojusz Iracki podjął bliską współpracę ze zwycięską koalicją Państwo Prawa kierowaną przez Nuriego al-Malikiego. Współdziałanie dwóch szyickich formacji pozwoliło na zmarginalizowanie sunnickiej koalicji - Irackiego Ruchu Narodowego, która uzyskała w wyborach największe procentowo poparcie. W wyborach parlamentarnych w Iraku w 2014 Rada brała udział jako główna siła koalicji Al-Muwatin (ar. Obywatele), złożonej zarówno z szyickich partii religijnych, jak i świeckich. Z list koalicji startowały m.in. kobiety występujące publicznie bez zasłon, co było w Iraku wydarzeniem precedensowym; Obywatele byli pierwszą koalicją tak bliską koalicją organizacji religijnych i świeckich w historii Iraku po 2003. Ostatecznie zajęła w wyborach drugie miejsce i zdobyła 29 miejsc w parlamencie. 

## Organizacja Badr
Ramieniem zbrojnym organizacji była organizacja (początkowo: brygada) Badr. Jej członkowie częściowo byli rekrutowani spośród jeńców irackich w niewoli irańskiej podczas wojny iracko-irańskiej. Brygada Badr odegrała pewną rolę w walkach, zwłaszcza w Kurdystanie. W 2003 organizacja Badr liczyła 10 tys. osób. W 2012 formacja zerwała z Najwyższą Radą Islamską i działa dalej samodzielnie, będąc blisko związaną z siłami Ghods, częścią irańskiego Korpusu Strażników Rewolucji Islamskiej.